# Romoos
Romoos – miejscowość i gmina w środkowej Szwajcarii, w kantonie Lucerna, w okręgu Entlebuch. Pod względem liczby mieszkańców jest najmniejszą gminą w okręgu.

## Demografia
W Romoos mieszka 639 osób. W 2021 roku 7,1% populacji gminy stanowiły osoby urodzone poza Szwajcarią. 